# 2280 Kunikov
2280 Kunikov eller 1971 SL2 är en asteroid i huvudbältet som upptäcktes den 26 september 1971 av den ryska astronomen Tamara Smirnova vid Krims astrofysiska observatorium på Krim. Den har fått sitt namn efter den sovjetiske krigshjälten Tzezar Kunikov (1909–1943).
Asteroiden har en diameter på ungefär sex kilometer.